# Emrah Kuş
Emrah Kuş (Kargı, 1988. október 13. –) török kötöttfogású birkózó. A 2018-as birkózó-világbajnokságon a döntőbe jutott 82 kg-os súlycsoportban, szabadfogásban. Egyszeres világbajnoki bronzérmes birkózó. A 2013-as Mediterrán Játékokon bronzérmet szerzett 74 kg-ban.

## Sportpályafutása
A 2018-as birkózó-világbajnokságon a döntő során a magyar Bácsi Péter volt az ellenfele.